# XVs (Inschrift)

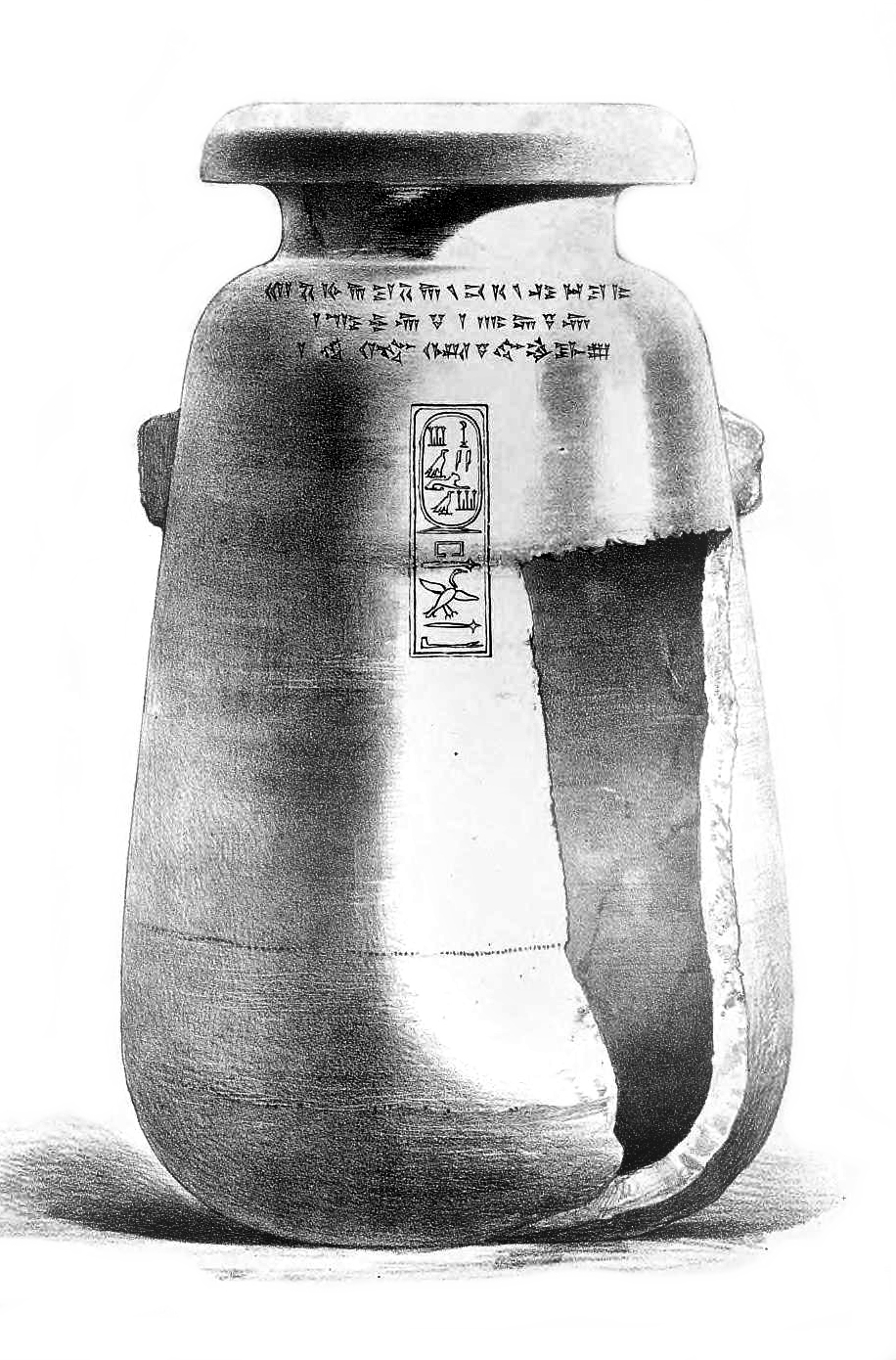
Zeichnung der Vase aus Halikarnassos mit XVs^{b}. Charles Thomas Newton 1862

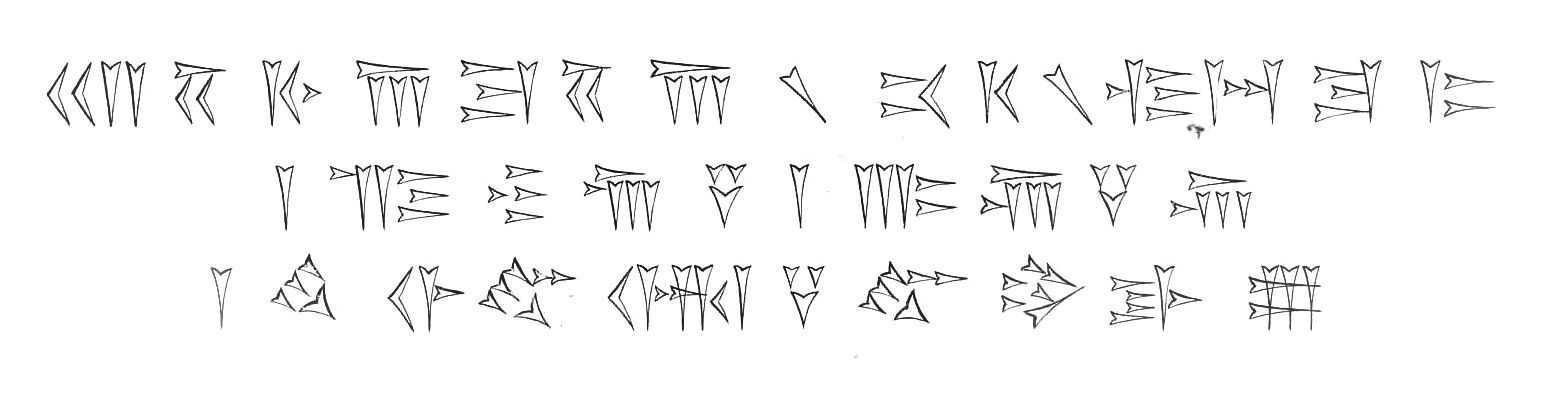
Altpersische, elamische und babylonische Sprachversionen nach Charles Thomas Newton 1862

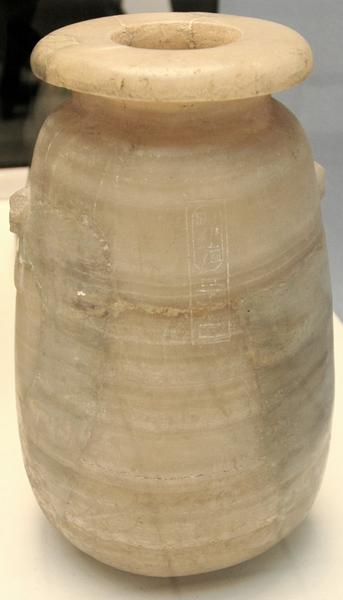
Restaurierte Xerxes-Vase mit der Inschrift XVs^{b}. Inventarnummer 132114 British Museum

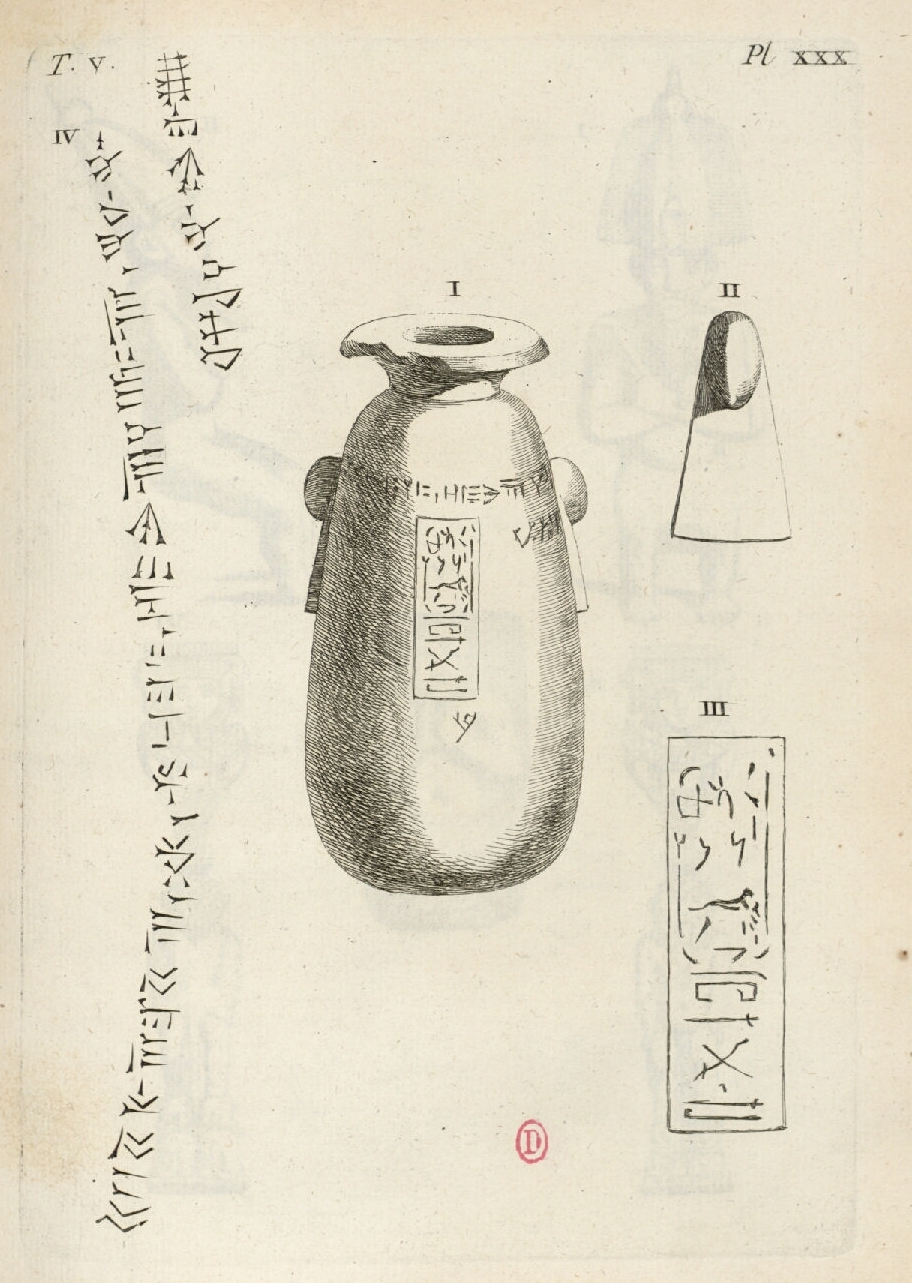
XVs^{a} mit Typ B der ägyptischen Sprachversion auf der Caylus-Vase. Zeichnung von 1762

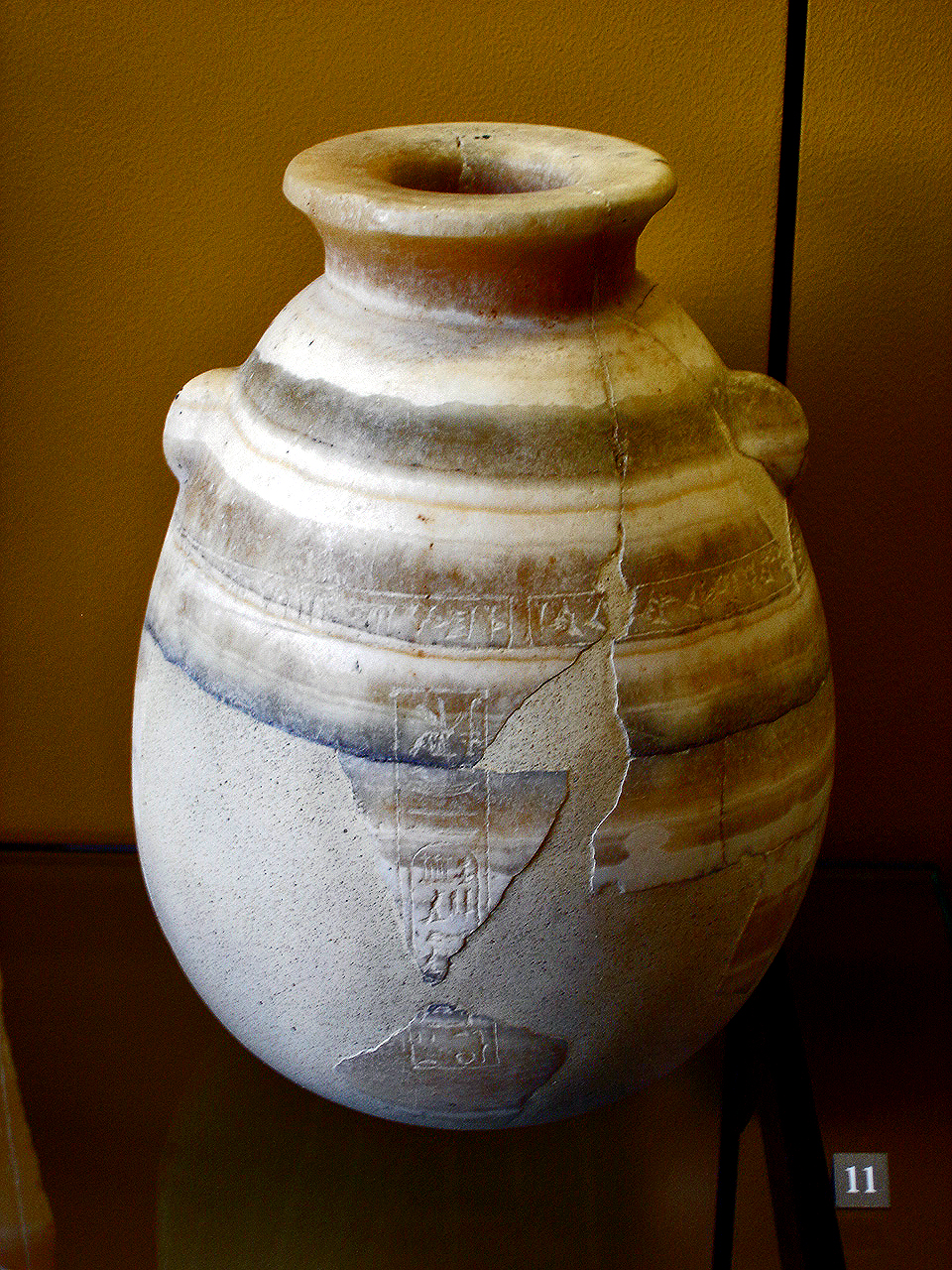
Restaurierte Vase aus dem Fragment SB 561. Louvre

XVs ist die Bezeichnung einer Inschrift von Xerxes I. (X) auf mehreren Vasen (Vs), die wegen der Inschrift auch Xerxes-Vasen genannt werden. Die Inschrift liegt in altpersischer, elamischer, babylonischer und ägyptischer Sprache vor.
Im 18. Jahrhundert gelangte die erste der Xerxes-Vasen nach Europa ins Cabinet des Médailles in Paris. Sie wurde nach dem Entdecker Caylus-Vase genannt und spielte eine bedeutende Rolle in den Anfängen der Entzifferung der Keilschriften. Georg Friedrich Grotefend konnte über den Vergleich zweier achämenidische Königsinschriften (DPa und XPe) 1802 die Namen der beiden Könige wie auch der Name des Vaters von Dareios I., Hystaspes, entziffern. 1805 nahm er die Inschrift XVs auf der Caylus-Vase zum Anlass, den Namen des Königs zu bestätigen und seinen Titel zu entziffern.
Die Xerxes-Vasen sind nach ägyptischem Vorbild (Alabastra) aus Alabaster geschnitzt. Sie wurden mit wertvollen Salben und Ölen gefüllt und waren im gesamten persischen Reich begehrt.

## Wortlaut der Inschrift
„Xerxes, der große König.“

Die Sprachversionen sind auf allen Vasen identisch mit Ausnahme der ägyptischen. Der mit Typ A bezeichnete Wortlaut befindet sich vor allem auf den Fragmenten und der Text lautet mit einer zusätzlichen variablen Jahresangabe:

„Roi de la Haute et de la Basse-Égypte, seigneur du Double Pays Xerxès, qu’il  vive éternellement. An X.“

„König von Ober- und Unterägypten, Herr des Doppellandes Xerxes, möge er ewig leben. Jahr X.“

Die als Typ B bezeichnete Inschrift ist auf den meisten Vasen und Fragmenten angebracht. Sie ist identisch mit dem Text der Keilschriften:

„Xerxès, Grand Roi.“

„Xerxes, der große König.“

## Beschreibung
Die Inschrift XVs befindet sich auf mehreren Vasen und mehr als zwei Dutzend Fragmenten hauptsächlich aus Alabaster. Drei Vasen werden von Sprachwissenschaftlern über einen zusätzlichen Index unterschieden: XVsa, XVsb und XVsc. Die Gefäße und Fragmente wurden an verschiedenen Orten gefunden und befinden sich in verschiedenen Museen. 

### Vasen

#### XVsa
Die Inschrift XVsa befindet sich auf einer Vase, die nach dem Entdecker Anne-Claude-Philippe, Comte de Caylus, Caylus-Vase genannt wird. Sie wurde in Ägypten gefunden und 1762 veröffentlicht. Die Vase hat eine Höhe von 29,2 cm und einen Durchmesser von 16 cm. Sie ist aus Alabaster und hat eine zylindrische Form, die an der Basis breiter ist. Der Hals ist ausladend. Zwei kleine Henkel flankieren die Seiten. Die Vase wurde vom Vermächtnis des Comte de Caylus 1765 dem Cabinet des Médailles übergeben. XVsa spielte durch seine Viersprachigkeit eine wichtige Rolle in den Anfängen der Entzifferung der Keilschriften im 19. Jahrhundert.

#### XVsb
Unter den Gegenständen, die bei den Ausgrabungen des Mausoleum von Halikarnassos unter der Leitung von Charles Thomas Newton gefunden wurden, befand sich die Vase mit der Inschrift XVsb. 1857 wurde sie vom British Museum übernommen. XVsb ist auf einem großen sackförmigen Alabastron aus horizontal gebändertem, durchscheinendem weißem und gelbbraunem Calcit angebracht. Die Vase hat zwei Henkel auf der Schulter und einen abgerundeten Boden. Das Gefäß mit einem maximalen Innendurchmesser von 17,5 cm ist 28,5 cm hoch. Es kann eine Flüssigkeit von 3,5 Liter aufnehmen. Die Vase wurde aus Fragmenten restauriert und mit zwei großen Bereichen moderner Füllung auf dem Körper und dem Rand ergänzt. Auf der Schulter ist die eingeschnittene vertikale Tafel mit der ägyptischen Sprachversion angebracht, darüber befindet sich eine Kartusche. Die Tafel ist 1,7 cm breit. Oberhalb der Tafel sind auf je einer Zeile die altpersische, elamische und babylonische Sprachversion zu sehen. Alle vier Sprachversionen enthalten den gleichen Text. Das Gefäß wurde in Ägypten hergestellt.

#### XVsc
Die Vase mit der Inschrift XVsc befindet sich im Museum der University of Pennsylvania. Sie wurde 1888 vom englischen Antiquitätenhändler Joseph Shemtob erworben und von Albert T. Clay 1910 veröffentlicht. Der Inhalt der vier Sprachversionen ist identisch.

#### Weitere Xerxes-Vasen
1914 wurde aus dem Nachlass des amerikanischen Unternehmers Jacob S. Rogers dem Metropolitan Museum of Art eine Xerxes-Vase mit der Inschrift XVs übergeben. Darüber hinaus ist nicht bekannt, woher die Vase stammt. Die Alabaster Vase wiegt 6,3 kg, ist 25,3 cm hoch und hat einen Durchmesser von 22,4 cm. Alle vier Sprachversionen von XVs sind identisch.
Das Peabody Museum of Natural History der Yale University besitzt eine Xerxes-Vase aus Alabaster mit der viersprachigen Aufschrift XVs. Die Herkunft der Vase ist nicht angegeben. Eine Besonderheit der Vase ist die zusätzliche Mengenangabe in Demotischer Sprache links von der ägyptischen Sprachversion. Sie besagt, dass das Gefäß 12 kepedj, ungefähr 1,2 l aufnehmen kann. Die Vase ist 22,5 cm hoch und hat einen Durchmesser von 13 cm.
Das Louvre Museum kaufte 1895 von Jean-Henri Hoffmann, Münzhändler, Auktionator und Numismatiker in Paris, eine Xerxes-Vase aus Alabaster. Das Gefäß ist 22 cm hoch und hat einen Durchmesser von 12,3 cm. Die Vase im Louvre ist die einzige Xerxes-Vase, bei der die ägyptische Sprachversion vom Typ A angebracht ist.
Mit der Inventarnummer 9922 besitzt das Kunsthistorische Museum Wien seit 1993 eine Xerxes-Vase mit der viersprachigen Inschrift XVs. Die Herkunft ist unbekannt. Die Vase ist aus Alabaster, 32,1 cm hoch und hat einen Durchmesser von 19,6 cm. Sie wiegt 4,4 kg.

### Fragmente
Mehrere Fragmente von Vasen mit der Inschrift XVs von Xerxes I. wurden von William Kennett Loftus, Marcel Dieulafoy und Jacques de Morgan in Susa gefunden. Sie befinden sich im British Museum und im Louvre. Während der Ausgrabungen des Oriental Institute der University of Chicago in den 30er Jahren des 20. Jahrhunderts in Persepolis wurden weitere Fragmente gefunden. Sie werden im Iranischen Nationalmuseum in Teheran aufbewahrt.

#### British Museum
Das Fragment mit der Inventarnummer 91459 des British Museums ist 16 cm hoch und 11,2 cm breit. Es wurde von William Kennet Loftus im nördlichen Teil der Zitadelle in Susa gefunden. Das Alabastron, von dem das Fragment stammt, wurde in Ägypten angefertigt. Die viersprachige Inschrift ist teilweise erhalten. Von der ägyptischen Sprachversion ist nur der Tafelrand zu sehen. Das Fragment wurde 1853 vom British Museum übernommen.
Auf vier weiteren Fragmenten, die ebenfalls von William Kennet Loftus in Susa entdeckt wurden, sind Teile der Inschrift XVs enthalten. Die Gefäße, von denen die Fragmente stammen, sind in Ägypten hergestellt worden. Die vier Fragmente sind seit 1853 im British Museum.

#### Louvre
Von der Liste der Fragmente im Louvre, die alle in Susa gefunden wurden und der Inschrift XVs zugeordnet werden können, sticht vor allem das Fragment SB 561 (siehe unten) hervor. Es wurde vom Museum zu einer vollständigen Vase restauriert. Die Vase ist 19 cm hoch und hat einen maximalen Durchmesser von 15,5 cm. Die Keilschriften sind hintereinander in einer Zeile angeordnet. Der ägyptische Text ist vom Typ A. Die Vase wurde im 2. Regierungsjahr von Xerxes I., 484 v. Chr. angefertigt.
| Nr. | Posener | Inventarnr. Louvre | Material  | Keilschrift | Hieroglyphen | Hieroglyphen (Typ A/B) | Hieroglyphen Regierungsjahr Xerxes I. | Funddatum |
| --- | ------- | ------------------ | --------- | ----------- | ------------ | ---------------------- | ------------------------------------- | --------- |
| 1   | 43      | SB 561             | Alabaster | ja          | ja           | A                      | 2                                     | 1908      |
| 2   | 44      | SB 578             | Alabaster | nein        | ja           | A                      | 2                                     | 1906–1908 |
| 3   | 45      | SB 577             | Alabaster | nein        | ja           | A                      | 5                                     |           |
| 4   | 46      | SB 572             | Alabaster | nein        | ja           | A                      |                                       | 1906–1908 |
| 5   | 47      | SB 4121            | Alabaster | nein        | ja           | A                      |                                       | 1913      |
| 6   | 48      | SB 4115            | Alabaster | ja          | ja           | A                      |                                       | 1906–1908 |
| 7   | 54      | SB 564             | Alabaster | ja          | ja           | B                      |                                       | 1908      |
| 8   | 55      | SB 573             | Alabaster | ja          | ja           | B                      |                                       | 1908      |
| 9   | 56      | SB 571             | Alabaster | nein        | ja           | B                      |                                       |           |
| 10  | 57      | SB 581             | Alabaster | nein        | ja           | B                      |                                       |           |
| 11  | 58      | SB 566             | Alabaster | ja          | ja           | B                      |                                       | 1908      |
| 12  | 59      | SB 586             | Alabaster | nein        | ja           | B                      |                                       | 1906–1908 |
| 13  | 61      | SB 563             | Alabaster | ja          | ja           | B                      |                                       |           |
| 14  | 62      | SB 4112            | Alabaster | nein        | ja           | B                      |                                       | 1906–1908 |
| 15  | 63      | SB 4124            | Alabaster | nein        | ja           | B                      |                                       |           |
| 16  | 64      | SB 12447           | Alabaster | nein        | ja           | B                      |                                       | 1924      |
| 17  | 66      | SB 575             | Alabaster | ja          | ja           | B                      |                                       | 1908      |
| 18  | 67      | SB 570             | Alabaster | ja          | ja           | B                      |                                       | 1906–1908 |
| 19  | 68      | SB 576             | Alabaster | ja          | ja           | B                      |                                       | 1906–1908 |
| 20  | 69      | SB 569             | Alabaster | ja          | ja           | B                      |                                       | 1908      |
| 21  | 70      | SB 562             | Alabaster | ja          | ja           | B                      |                                       | 1906–1908 |
| 22  | 71      | SB 579             | Alabaster | nein        | ja           | B                      |                                       |           |
| 23  | 72      | SB 584             | Alabaster | ja          | ja           | B                      |                                       | 1906–1908 |
| 24  | 73      | SB 4113            | Alabaster | ja          | ja           | B                      |                                       | 1906–1908 |
| 25  | 74      | SB 567             | Onyx      | ja          | ja           | B                      |                                       | 1908      |
| 26  | 75      | SB 547             | Diorit    | ja          | ja           | B                      |                                       | 1908      |
| 27  | 76      | SB 4120            | Alabaster | ja          | ja           | B                      |                                       | 1908      |
| 28  | 77      | SB 4126            | Alabaster | nein        | ja           | A/B ?                  |                                       | 1933      |

## Forschungsgeschichte
Die Inschrift XVsa wurde erstmals 1805 von Georg Friedrich Grotefend untersucht und die Ergebnisse 1815 veröffentlicht. Georg Friedrich Grotefend war weder ein Orientalist noch ein Reisender. Trotzdem steht er am Anfang der Geschichte der Entzifferung der Keilschriften. Er übersetzte die Inschrift mit „Xerxes rex fortis“ (Xerxes, der starke König). 

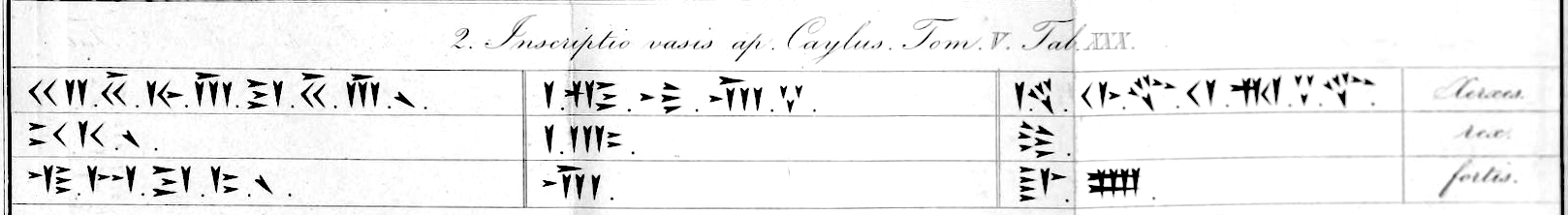
XVs^{a} der Caylus-Vase nach Georg Friedrich Grotefend 1815

 Die ägyptische Sprachversion von XVs ermöglichte später, sich die Erkenntnisse und Fortschritte der Ägyptologen zunutze zu machen, im Besonderen der Arbeiten von Jean-François Champollion, die die Arbeiten von Georg Friedrich Grotefend teilweise bestätigten: Der Name und der König waren richtig. Einzig das Attribut wurde später mit groß übersetzt.
XVsa auf der Vase von Caylus war einer der Schlüssel zur Bestätigung der Gültigkeit der ersten Entzifferung der altpersischen Keilschrift. Sie öffnete die Tür für die spätere Entzifferung aller Keilschriftinschriften, die bis zu den ältesten akkadischen und sumerischen Inschriften zurückreichen.
Franz Heinrich Weißbach erfasste 1911 die Inschriften von drei Xerxes-Vasen, die 1953 von Roland Grubb Kent in die Notation der achämenidischen Königsinschriften aufgenommen wurden.

## Rezeption
Die Vasenform nach ägyptischem Vorbild war im gesamten persischen Reich begehrt. Der als Alabaster bezeichnete und in Ägypten und dem Nahen Osten in vorpersischer Zeit weit verbreitete Gefäßtyp ist eines der bekanntesten Symbole für den Luxus am achämenidischen Hof. Die Bedeutung des Alabasters wird auf einer Darstellung in Persepolis am südlichen Türrahmen des westlichen Eingangs zum Palast von Dareios I. sichtbar. Dort hält eine Figur ein solches Gefäß in der rechten Hand. Die Alabaster aus persischer Zeit sind selten höher als 40 cm und haben in der Regel ein längliches oder birnenförmiges Profil mit einem schmalen oder ausladenden Hals und zwei Zapfen, die die Seiten flankieren. Diese Vasen wurden überwiegend aus verschiedenen Varianten des ägyptischen Alabasters geschnitzt. Man nimmt an, dass sie in königlichen Werkstätten in Ägypten hergestellt und an den zentralen persischen Hof gebracht wurden. Die Fragmente aus Susa, die heute größtenteils in iranischen Sammlungen und im Musée du Louvre aufbewahrt werden, stellen die zahlen- und informationsmäßig bedeutendste Gruppe für die Untersuchung dieser Art von Geschirr in der persischen Zeit dar.